# Mondo Cinese
Mondo Cinese è una rivista di studi italiana sulla Cina contemporanea. La rivista è quadrimestrale e distribuita a livello nazionale in libreria. Ogni numero è di carattere monografico.
Nasce nel 1973 su iniziativa del senatore Vittorino Colombo come pubblicazione dell'Istituto Italo Cinese.
È l'unica rivista in lingua italiana interdisciplinare focalizzata sulla Cina e sulle principali tematiche ad essa connessa: politica, cultura, economia, diritto, società, storia. Negli anni la rivista si è aperta anche a temi legati all'attualità.
Dal 2010 la titolarità è stata acquisita dalla Fondazione Italia Cina che, insieme a Francesco Brioschi Editore, ne ha completamente rinnovato grafica e contenuti, aprendo a contenuti internazionali.
Il comitato scientifico della rivista è composto dai principali esperti di Cina delle maggiori università italiane.